# Dampftraktor

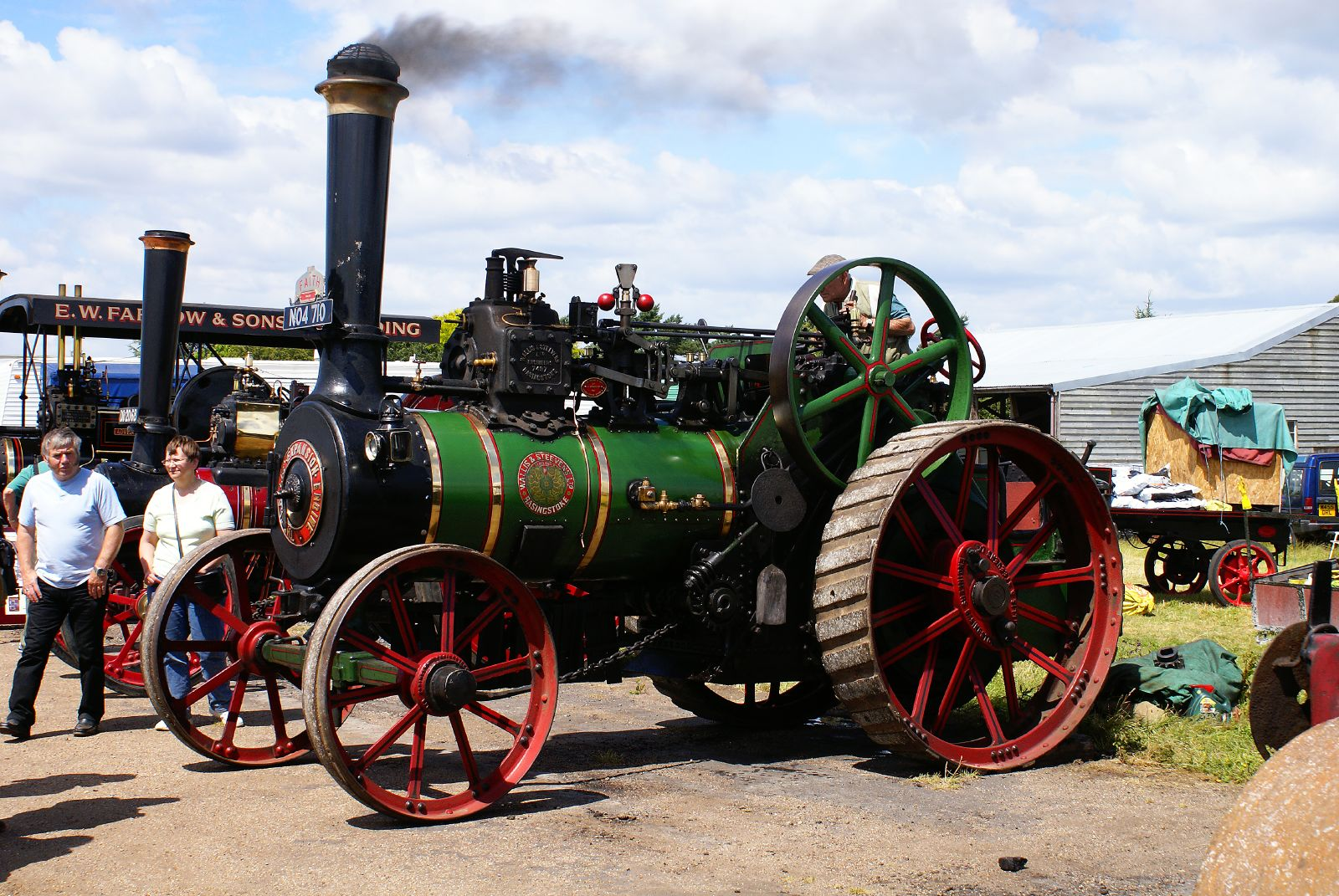
Dampftraktor bei einer Ausstellung in England (2008)

Ein Dampftraktor oder Dampfschlepper ist eine selbstfahrende Lokomobile, die speziell für die Landwirtschaft und dort insbesondere für die Arbeit auf dem Feld zwischen etwa 1860 und 1930 gebaut wurde. Ausgangspunkt der Entwicklung bildeten Dampfzugmaschinen, mit deren Hilfe Personen und Güter auf mehreren Anhängewagen über Straßen und Wege gezogen wurden. Anders als die etwa zeitgleich aufkommenden Dampfpflüge mit Seilwinden waren Dampftraktoren jedoch für den direkten Zug gedacht; das Bodenbearbeitungsgerät (Pflug, Egge, Grubber etc.) wurde also direkt mit dem Dampftraktor verbunden und von ihm über das Feld gezogen. Zudem verfügten die Dampftraktoren über mindestens eine Riemenscheibe für den Antrieb landwirtschaftlicher Geräte (zum Beispiel einer Dreschmaschine). Mit Beginn des 20. Jahrhunderts diente der Dampftraktor auch vermehrt als Zugfahrzeug von Erntemaschinen wie etwa Kartoffelroder oder Mähmaschinen.

## Geschichte

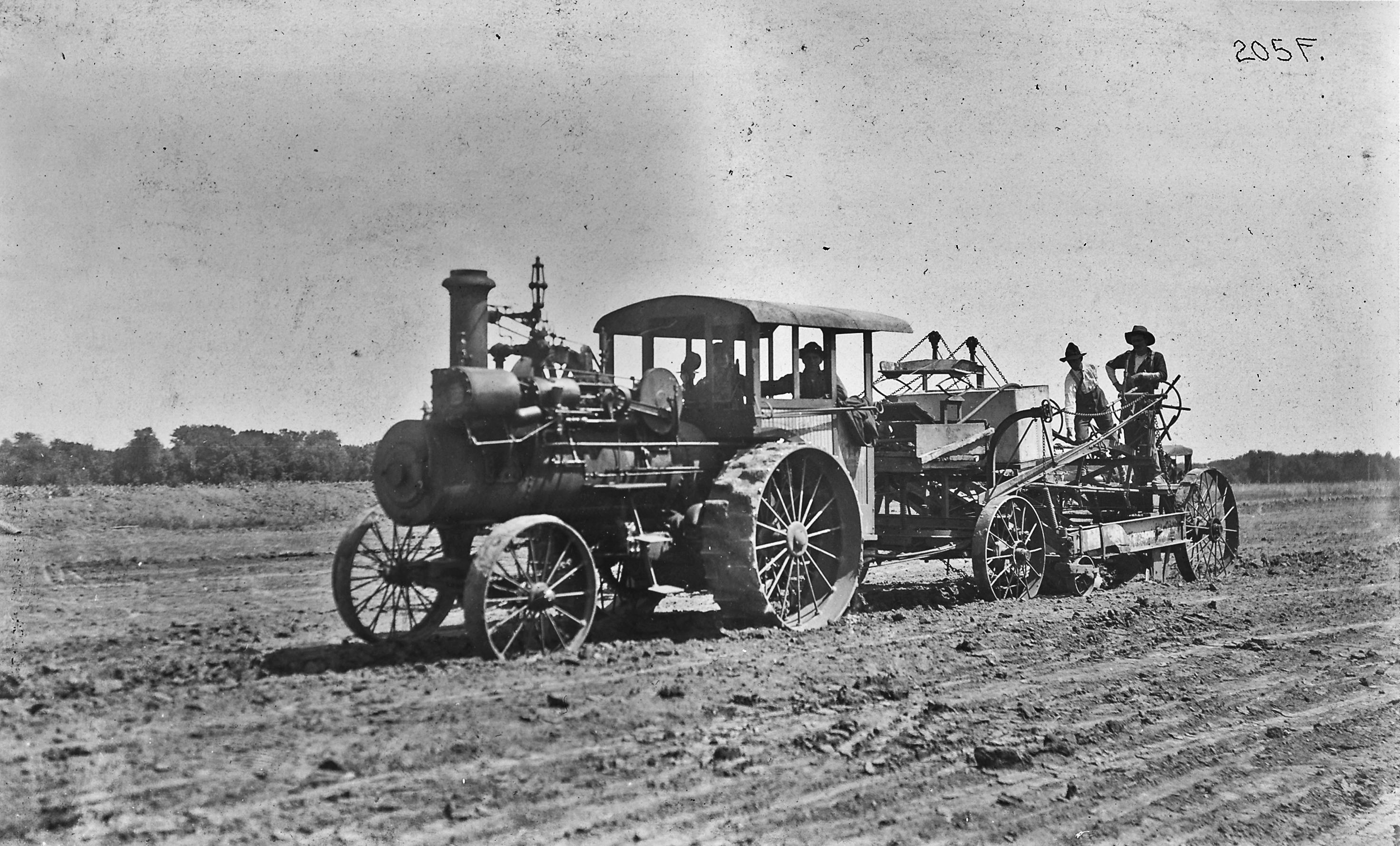
Dampftraktor im Einsatz in den USA (1904)

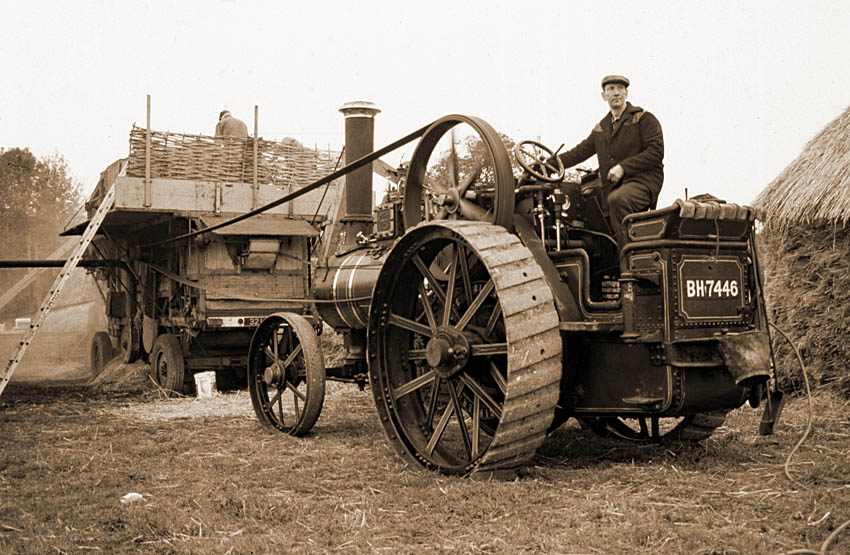
Antrieb einer Dreschmaschine mit einem Dampftraktor mittels Riemen (nachgestellt 1991)

Mit dem Aufkommen der Dampfmaschine wuchs der Wunsch, deren Kraft auch bei der Feldarbeit zum Einsatz zu bringen. Grundlage für die weiteren Entwicklungsschritte bildeten die Dampfzugmaschinen (auch Straßenlokomotiven genannt), die seit den 1830er Jahren erfolgreich Personen und Güter in mehreren hintereinander gehängten Wagen über Straßen und Wege zogen. Diese Dampfzugmaschinen waren jedoch sehr groß und schwer und damit für den Einsatz im Feld völlig ungeeignet. Findige Konstrukteure machten sich daher in der Folge daran, die Dampfzugmaschinen so anzupassen, dass sie auch auf unbefestigten Wegen und im Gelände fahren konnten. Die ersten brauchbaren selbstfahrenden Maschinen hatten ein Gewicht von rund 13 Tonnen und erreichten eine Leistung von 6 bis 12 PS.
An diesem Punkt (um 1860) gingen Europa und Nordamerika für die nächsten Jahrzehnte unterschiedliche Entwicklungswege. Die Ursache ist in den unterschiedlichen Bodenverhältnissen und in der Feldgröße zu sehen. In Europa herrschten tiefe, weiche Böden und kleinteilige Felder vor, wohingegen in Nordamerika feste Böden und riesige Felder bestanden. Dies führte dazu, dass der Einsatz von Dampftraktoren im direkten Zug in Europa bis Ende des 19. Jahrhunderts praktisch keine Rolle spielte und stattdessen (wenn überhaupt) der indirekte Zug mit Dampfpflügen zum Einsatz kam. In Nordamerika dagegen fanden die Dampftraktoren rasch Verbreitung und wurden dort sogar vergrößert. So erhöhten die Hersteller das Gewicht der Maschinen auf bis zu 20 Tonnen und die Leistung auf bis zu 150 PS.
Dampftraktoren wurden in Europa erst nach der Jahrhundertwende vermehrt eingesetzt. Mittlerweile war es unter anderem dank schnell aufheizbarer Hochdruckkessel und schnelllaufender Hochdruckdampfmaschinen möglich geworden, Maschinen mit einem Gewicht von weniger als 10 Tonnen und deutlich höherer Leistung herzustellen. Dominierten zu Beginn der Dampftraktorfertigung überwiegend Hersteller aus Nordamerika und England den Markt, so drängten nach der Jahrhundertwende vor allem deutsche Hersteller an die Spitze. Zu einer großen Verbreitung dieser neu entwickelten Dampftraktoren kam es jedoch nicht mehr. Zum einen waren Großbetriebe bereits mit Dampfpflügen für den indirekten Zug ausgestattet, und zum anderen gab es bereits erste vielversprechende Schlepper mit Verbrennungsmotor, und deren Siegeszug zeichnete sich bereits ab. Darüber hinaus waren die hohen Anschaffungs- und Betriebskosten ein weiterer Grund, warum viele Landwirte auf den Kauf eines Dampftraktors verzichteten. Die Produktion von Dampftraktoren lief daher in den 1930er Jahren aus.

## Beschreibung

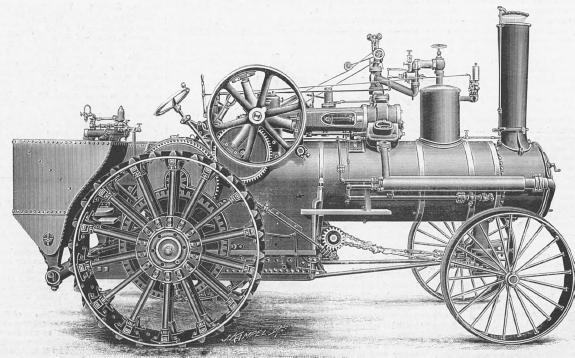
Typisches Erscheinungsbild eines Dampftraktors zu Beginn des 20. Jahrhunderts

Bestimmend für das Aussehen der Dampftraktoren war der Aufbau der fahrbaren Dampfmaschinen aus der Zeit um 1850. Auf vier (seltener drei) Rädern befand sich von hinten nach vorne die Feuerbüchse, der Heizkessel und die Rauchkammer mit aufgesetztem Schornstein. Oberhalb war eine Ein- oder Zweizylinder-Dampfmaschine aufgesetzt. Die angetriebenen Hinterräder waren deutlich größer als die lenkbaren Vorderräder und erhielten Traktionshilfen, um ein Durchdrehen zu vermeiden. Zur Feuerung wurden Festbrennstoffe wie etwa Steinkohle verwendet. Die Bedienung erfolgte durch ein bis zwei Personen.

## Hersteller (Auswahl)
Zu Beginn wurden Dampftraktoren überwiegend in England und Nordamerika gefertigt. In England spielten vor allem Ransomes & May, Fowler, Burrell, Marshall, Aveling and Porter, J. and F. Howard, W. Tasker and Son sowie Clayton & Shuttleworth eine bedeutende Rolle. Jenseits des Atlantiks gehörten Case, Ruston, Proctor & Co, J. & N. Mac Laren, Hussey und Meinard zu den größten Dampftraktorproduzenten. Deutsche Hersteller befassten sich erst um die Jahrhundertwende verstärkt mit der Fertigung von Dampftraktoren. Dazu zählen insbesondere Lanz, Wolf, Kemna, Hartmann, Lamprecht, Dehne, Maffei, MAN, Henschel und Rheinmetall.